# Velika rujnica
Velika rujnica (Pinicola enucleator) je vrsta ptice iz porodice zeba. Pripada rodu Pinicola, koji je možda monotipičan.

## Opis
S dužinom od 20-22 cm velika rujnica je jedna od najvećih zeba. Pokazuje seksualni dimorfizam. Odrasli imaju dug i račvast rep crne boje, crna krila s bijelim prugama i velik kljun kojim lome sjemenke. Odrasli mužjaci imaju ružičastocrvenu glavu, leđa i trticu. Ženke imaju maslinastožutu glavu i trticu i siva leđa i gaće. Mlade ptice imaju manje kontrastno perje. 
Glas im geografski varira, i uključuje zvukove poput pui, pui, pui ili chii-vli. 
Razmnožava se u zimzelenim šumama. Grade gnijezdo oblika šalice od grančica, mahovine i drugih biljnih materijala na vodoravnoj grani ili na račvanju više grana na boru. Ženka nese obično četiri jajeta koja inkubira 13-14 dana. Mladunce hrane oba roditelja paucima i kukcima, a kasnije i biljkama.  
Hranu traže u grmlju i drveću. Uglavnom jedu sjemenje, pupoljke, bobice, a ljeti i kukce. Izvan sezone parenja često se hrane u jatima.

## Rasprostranjenost
Nastanjuje zimzelene i mješovite šume na Aljaski, na zapadnim planinama SAD-a, Kanadi, Europi i Aziji. Vrlo rijetko se pojavi u umjerenom pojasu u Europi. Naprimjer, u cijeloj Njemačkoj svake godine od 1980 nisu viđene više od 4 jedinke, a ponekada nijedna. Stanarica je u najvećem dijelu svoje regije; međutim, one s dalekog sjevera se sele na jug kada im ponestane hrane.

## Galerija
- Mladunac.
- Ilustracija velike rujnice.
- Jaja.

## Drugi projekti
|  | Zajednički poslužitelj ima još gradiva o temi velika rujnica |
|  | Wikivrste imaju podatke o taksonu velikoj rujnici            |